# Michèle Alfa
Joséphine Blanche Alfreda Bassignot, dite Michèle Alfa, née le 20 août 1911, à Gujan-Mestras (France) et morte le 24 août 1987 au Vésinet (France), est une actrice française.
Née de parents inconnus, Joséphine Blanche Alfreda naît à Gujan-Mestras le 20 août 1911. Elle est reconnue par sa mère Marie Marguerite Germaine Couzinet le 3 février 1914 puis par son père Pierre Bassignot le 13 juin 1917.
Michèle Alfa fut l'une des vedettes les plus adulées de l'Occupation. Assistant à quinze ans, au théâtre du Gymnase à Paris, à une représentation de Félix d'Henri Bernstein jouée par la très populaire Gaby Morlay, elle a la révélation de sa vocation de comédienne.
Après une tentative de suicide parce qu'on lui a refusé l'autorisation d'entrer au Conservatoire, elle suit finalement avec sagesse et application les cours de Raymond Rouleau et, à vingt ans, entame une tournée théâtrale en France dans : L'Héritière, adaptation française de Louis Ducreux d'après Henry James, Mademoiselle de Panama de Marcel Achard, La Machine à écrire de Jean Cocteau, Je vivrai un grand amour de Steve Passeur, Huis clos de Jean-Paul Sartre…
Sous l'Occupation, elle est la maîtresse de Bernhardt Rademecker, neveu de Goebbels, devenu sous l'uniforme de la Wehrmacht responsable des théâtres parisiens et de la Propagandastaffel, qu'elle a connu avant-guerre alors qu'il était trompettiste de jazz à Pigalle. Il protègera des artistes juifs tel le comédien Henry Murray, père d'Anouk Aimée. 
Parallèlement, elle aborde au cinéma tant la comédie que le drame. Son visage étrange parfois triste, sa blonde chevelure et un talent affirmé font d'elle une comédienne très appréciée du public. Après avoir habité  11 rue d'Odessa à Paris, elle se marie à Paul Meurisse du 22 mai 1942 au 22 juillet 1946, elle épouse le 8 juillet 1959, Philippe Antoine Plouvier, administrateur de sociétés.
Après la Libération, en 1944, la plupart des réalisateurs et professionnels du cinéma ne lui pardonnèrent pas sa relation avec Rademecker pendant l'occupation. Entre 1947 et 1952, elle tournera dans cinq films, mais de moindres qualités que ceux d'avant 1944. Lassée de la haine d'un grand nombre de professionnels du cinéma envers elle, elle renoncera à cet art, en 1952. Elle participera à quelques pièces de théâtre jusqu'en 1965, date où elle se retirera définitivement du monde du spectacle.
Pour tenter de relancer sa carrière elle participe, le 22 décembre 1963, à une émission de télévision de la RTF « Du Rêve à la réalité » au cours de laquelle elle accueille Monika, une enfant de l'Assistance Publique, qui rêvait d'avoir une famille pour Noël. Pendant quelques jours, Michèle Alfa joue le rôle de maman devant les caméras mais dès la fin des vacances, la jeune fille retourne en pension et elle n'entendra plus jamais parler d'eux.
En 1968, comme Mireille Balin, elle acceptera l'aide de l'association La roue tourne, de Paul Azaïs et Janalla Jarnach, qui aidait les artistes et comédiens en difficulté.
Elle meurt le 24 août 1987 au Vésinet et repose au cimetière de Germigny (Yonne).

## Filmographie

### Cinéma
- 1932 : La Belle Aventure de Reinhold Schünzel et Roger Le Bon : Jeanne
- 1933 : La Poule de René Guissart
- 1935 : Barcarolle de Gerhard Lamprecht et Roger Le Bon
- 1936 : Trois, six, neuf de Raymond Rouleau
- 1938 : Ramuntcho de René Barberis
- 1937 : Lumières de Paris de Richard Pottier
- 1937 : La Dame de pique de Fedor Ozep : Nadia
- 1938 : Paix sur le Rhin de Jean Choux
- 1938 : Adrienne Lecouvreur de Marcel L'Herbier : Amour
- 1938 : Ultimatum de Robert Wiene
- 1939 : Le Corsaire - film resté inachevé - de Marc Allégret
- 1939 : Prince Bouboule de Jacques Houssin : Lucette
- 1941 : Le Dernier des six  de Georges Lacombe : Lolita
- 1941 : Le pavillon brûle de Jacques de Baroncelli : Odette
- 1942 : La Femme que j'ai le plus aimée de Robert Vernay : la femme sculpteur
- 1942 : La Neige sur les pas de André Berthomieu : Thérèse Romanay
- 1942 : Le Lit à colonnes de Roland Tual : Aline
- 1943 : Port d'attache de Jean Choux : Ginette
- 1943 : À la belle frégate de Albert Valentin : Yvonne
- 1943 : Le Secret de Madame Clapain de André Berthomieu : Thérèse Cadifon
- 1943 : L'Homme qui vendit son âme de Jean-Paul Paulin : Blanche
- 1943 : Jeannou de Léon Poirier : Jeannou
- 1943 : Le Comte de Monte-Cristo de Robert Vernay : Mercédès
- 1944 : L'Ange de la nuit d'André Berthomieu : Geneviève
- 1944 : L'aventure est au coin de la rue de Jacques Daniel-Norman : Adria-Adria
- 1947 : Quartier chinois de René Sti : Nata
- 1948 : Erreur judiciaire de Maurice de Canonge
- 1948 : Sombre dimanche de Jacqueline Audry : Michèle
- 1950 : Premières armes de René Wheeler
- 1952 : Agence matrimoniale de Jean-Paul Le Chanois : Gilberte Jolivet

### Courts-métrages
- 1933 : Le Témoin de Pierre de Cuvier
- 1936 : Vie à crédit de Pierre Boyer

## Théâtre
- 1939 : Nous ne sommes pas mariés de Michel Duran, Théâtre des Bouffes-Parisiens
- 1941 : La Machine à écrire de Jean Cocteau, mise en scène Jean Cocteau, Théâtre Hébertot
- 1942 : Mademoiselle de Panama de Marcel Achard, mise en scène Marcel Herrand, Théâtre des Mathurins
- 1943 : À la gloire d'Antoine de Sacha Guitry, Théâtre Antoine
- 1944 : Andromaque de Racine, mise en scène Jean Marais, Théâtre Édouard VII, Hermione
- 1946 : Huis clos de Jean-Paul Sartre, mise en scène Michel Vitold, Théâtre de la Potinière
- 1947 : Je vivrai un grand amour de Steve Passeur, Théâtre des Mathurins
- 1950 : Le Bal du Lieutenant Helt de Gabriel Arout, mise en scène Marcel Herrand, Théâtre des Mathurins
- 1953 : Médée de Jean Anouilh, mise en scène André Barsacq, Théâtre de l'Atelier
- 1953 : La Machine à écrire, pièce radiophonique d' Henri Soubeyran d'après la pièce de théâtre de Jean Cocteau : Margot
- 1956 : Les Français à Moscou de Pol Quentin, mise en scène Jacques Charon, Théâtre des Célestins
- 1965 : Port-Royal d'Henry de Montherlant, mise en scène Jean Marchat, Festival d'Angers

## Doublage
- 1933 : Nagana : Comtesse Sandra Lubeska (Tala Birell)